# Boxe nos Jogos Sul-Americanos de 2022
As competições de boxe nos Jogos Sul-Americanos de 2022 em Assunção, Paraguai, foram realizadas de 8 a 13 de outubro de 2022 no Pabellón 1 do Complexo SND.
Treze eventos de medalhas foram disputados; sete categorias de peso para homens e seis categorias de peso para mulheres. Um total de 88 atletas (54 homens e 34 mulheres) competiram nos eventos. Os boxeadores participantes devem ter nascido entre 1 de janeiro de 1982 e 31 de dezembro de 2003.
A Colômbia é a atual campeã das competições de boxe dos Jogos Sul-Americanos, tendo vencido na edição anterior em Cochabamba 2018.

## Nações participantes
Um total de 13 nações inscreveram atletas para os eventos de boxe. Cada nação pôde inscrever um máximo de 13 boxeadores (7 homens e 6 mulheres), um boxeador para cada categoria de peso.
- ARG Argentina (9)
- BOL Bolívia (6)
- BRA Brasil (12)
- CHI Chile (5)
- COL Colômbia (13)
- CUW Curaçau (2)
- ECU Equador (8)
- GUY Guiana (3)
- PAN Panamá (2)
- PAR Paraguai (8)
- PER Peru (5)
- URU Uruguai (4)
- VEN Venezuela (11)

## Local de competição
As competições de boxe estão programadas para serem realizadas no Pabellón 1 do Complexo SND.

## Resumo de medalhas

### Quadro de medalhas
*   país anfitrião (PAR Paraguai)
| Pos.                | País                | Ouro | Prata | Bronze | Total |
| ------------------- | ------------------- | ---- | ----- | ------ | ----- |
| 1                   | BRA Brasil          | 7    | 2     | 1      | 10    |
| 2                   | COL Colômbia        | 3    | 4     | 5      | 12    |
| 3                   | ECU Equador         | 2    | 2     | 3      | 7     |
| 4                   | PAN Panamá          | 1    | 0     | 0      | 1     |
| 5                   | ARG Argentina       | 0    | 2     | 2      | 4     |
| 6                   | URU Uruguai         | 0    | 2     | 1      | 3     |
| 7                   | VEN Venezuela       | 0    | 1     | 5      | 6     |
| 8                   | BOL Bolívia         | 0    | 0     | 3      | 3     |
| 9                   | GUY Guiana          | 0    | 0     | 2      | 2     |
| 9                   | PAR Paraguai        | 0    | 0     | 2      | 2     |
| 9                   | PER Peru            | 0    | 0     | 2      | 2     |
| Total (11 entradas) | Total (11 entradas) | 13   | 13    | 26     | 52    |

### Medalhistas

#### Masculino
| Evento                            | Ouro                              | Prata                                | Bronze                             |
| --------------------------------- | --------------------------------- | ------------------------------------ | ---------------------------------- |
| Peso mosca (51 kg)                | Luis Fernando Delgado ECU Equador | Juan Sebastián Palacios COL Colômbia | Ruan Do Vale BRA Brasil            |
| Peso mosca (51 kg)                | Luis Fernando Delgado ECU Equador | Juan Sebastián Palacios COL Colômbia | Yordy Hinojosa BOL Bolívia         |
| Peso pena (57 kg)                 | Luiz Gabriel Oliveira BRA Brasil  | Jean Caicedo ECU Equador             | Keevin Allicock GUY Guiana         |
| Peso pena (57 kg)                 | Luiz Gabriel Oliveira BRA Brasil  | Jean Caicedo ECU Equador             | Yoel Finol VEN Venezuela           |
| Peso meio-médio-ligeiro (63.5 kg) | José Manuel Viáfara COL Colômbia  | Javier Cardozo URU Uruguai           | Leodan Pezo PER Peru               |
| Peso meio-médio-ligeiro (63.5 kg) | José Manuel Viáfara COL Colômbia  | Javier Cardozo URU Uruguai           | Jesús Cova VEN Venezuela           |
| Peso meio-médio (71 kg)           | Wanderson de Oliveira BRA Brasil  | Alexander Rangel COL Colômbia        | José Gabriel Rodríguez ECU Equador |
| Peso meio-médio (71 kg)           | Wanderson de Oliveira BRA Brasil  | Alexander Rangel COL Colômbia        | Christian Palacio VEN Venezuela    |
| Peso meio-pesado (80 kg)          | Wanderley Pereira BRA Brasil      | Benjamín Escudero ARG Argentina      | Desmond Amsterdam GUY Guiana       |
| Peso meio-pesado (80 kg)          | Wanderley Pereira BRA Brasil      | Benjamín Escudero ARG Argentina      | Jhojan Caicedo COL Colômbia        |
| Peso pesado (92 kg)               | Julio Castillo ECU Equador        | Keno Machado BRA Brasil              | José María Lúcar PER Peru          |
| Peso pesado (92 kg)               | Julio Castillo ECU Equador        | Keno Machado BRA Brasil              | Marlon Hurtado COL Colômbia        |
| Peso superpesado (+92 kg)         | Abner Teixeira BRA Brasil         | Gerlon Congo ECU Equador             | Cristian Salcedo COL Colômbia      |
| Peso superpesado (+92 kg)         | Abner Teixeira BRA Brasil         | Gerlon Congo ECU Equador             | Marcelo Núñez PAR Paraguai         |

#### Feminino
| Evento                     | Ouro                         | Prata                          | Bronze                           |
| -------------------------- | ---------------------------- | ------------------------------ | -------------------------------- |
| Peso mosca-ligeiro (50 kg) | Ingrit Valencia COL Colômbia | Caroline de Almeida BRA Brasil | Ayda Santalla BOL Bolívia        |
| Peso mosca-ligeiro (50 kg) | Ingrit Valencia COL Colômbia | Caroline de Almeida BRA Brasil | Aldana López ARG Argentina       |
| Peso galo (54 kg)          | Tatiana de Jesus BRA Brasil  | Johana Gómez VEN Venezuela     | Milagros Herrera ARG Argentina   |
| Peso galo (54 kg)          | Tatiana de Jesus BRA Brasil  | Johana Gómez VEN Venezuela     | María Martínez COL Colômbia      |
| Peso pena (57 kg)          | Jucielen Romeu BRA Brasil    | Yeni Arias COL Colômbia        | Minerva Montiel PAR Paraguai     |
| Peso pena (57 kg)          | Jucielen Romeu BRA Brasil    | Yeni Arias COL Colômbia        | Monica da Silva URU Uruguai      |
| Peso leve (60 kg)          | Angie Valdes COL Colômbia    | Camila Piñeiro URU Uruguai     | María José Palacios ECU Equador  |
| Peso leve (60 kg)          | Angie Valdes COL Colômbia    | Camila Piñeiro URU Uruguai     | Krisandy Ríos VEN Venezuela      |
| Peso meio-médio (66 kg)    | Barbara Santos BRA Brasil    | Lucía Pérez ARG Argentina      | María Eugenia Ortega BOL Bolívia |
| Peso meio-médio (66 kg)    | Barbara Santos BRA Brasil    | Lucía Pérez ARG Argentina      | Shirleidis Orozco COL Colômbia   |
| Peso médio (75 kg)         | Atheyna Bylon PAN Panamá     | Luisa Montiel COL Colômbia     | Ingrith Maldonado ECU Equador    |
| Peso médio (75 kg)         | Atheyna Bylon PAN Panamá     | Luisa Montiel COL Colômbia     | Maryelis Yriza VEN Venezuela     |